# Tweede klasse 1929-30 (voetbal België)
Het seizoen 1929/30 was de zestiende editie van de Belgische Tweede Klasse. De competitie vond plaats tussen september 1929 en maart 1930. De officiële naam destijds was Division 1 (Eerste Afdeeling). 
Racing FC Montegnée werd kampioen en promoveerde samen met vice-kampioen Tubantia FAC naar de Ere-afdeling.

## Gedegradeerde teams
Deze teams waren gedegradeerd uit de Ere-Afdeling 1928-29 voor de start van het seizoen:
- ARA La Gantoise (voorlaatste) degradeerde na 25 seizoenen in Ere-Afdeling voor het eerst naar 2e nationale.
- R. Tilleur FC (laatste) degradeerde na één seizoen in Ere-Afdeling.

## Gepromoveerde teams
Deze teams waren gepromoveerd uit de Bevordering 1928-29 voor de start van het seizoen:
- SK Roeselare (kampioen reeks A) promoveerde na 3 seizoenen in 3e nationale voor het eerst naar 2e nationale.
- R. Charleroi SC (kampioen reeks B) promoveerde na 4 seizoenen terug naar 2e nationale.
- Racing FC Montegnée (kampioen reeks C) promoveerde na 4 seizoenen terug naar 2e nationale.

## Deelnemende teams
Deze ploegen speelden in het seizoen 1929-1930 in Eerste Afdeling. Bij elke ploeg wordt het stamnummer aangegeven. De nummers komen overeen met de plaats in de eindrangschikking. 
| Stam- nummer | Club                 | Plaats                 |    |
| ------------ | -------------------- | ---------------------- | -- |
| 77           | Racing FC Montegnée  | Saint-Nicolas          | 1  |
| 64           | Tubantia FAC         | Borgerhout             | 2  |
| 51           | CS La Forestoise     | Vorst                  | 3  |
| 7            | ARA La Gantoise      | Gent                   | 4  |
| 4            | RFC Liégeois         | Luik                   | 5  |
| 148          | FC Turnhout          | Turnhout               | 6  |
| 21           | R. Tilleur FC        | Saint-Nicolas          | 7  |
| 52           | TSV Lyra             | Lier                   | 8  |
| 15           | R. Uccle Sport       | Ukkel                  | 9  |
| 22           | R. Charleroi SC      | Charleroi              | 10 |
| 134          | SK Roeselare         | Roeselare              | 11 |
| 47           | White Star Woluwe AC | Sint-Lambrechts-Woluwe | 12 |
| 49           | Vilvorde FC          | Vilvoorde              | 13 |
| 8            | RCS Verviétois       | Verviers               | 14 |

| 1 2 3 4 5 6 7 8 9 10 11 12 13 14 Geografische verspreiding clubs |

## Eindstand Eerste Afdeling
|   |    |                      | P  | W  | G  | V  | +  | -   | DS  | Ptn |
| - | -- | -------------------- | -- | -- | -- | -- | -- | --- | --- | --- |
| K | 1  | Racing FC Montegnée  | 26 | 16 | 5  | 5  | 70 | 36  | 34  | 37  |
| P | 2  | Tubantia FAC         | 26 | 15 | 6  | 5  | 82 | 39  | 43  | 36  |
|   | 3  | CS La Forestoise     | 26 | 14 | 6  | 6  | 70 | 42  | 28  | 34  |
|   | 4  | ARA La Gantoise      | 26 | 14 | 5  | 7  | 81 | 46  | 35  | 33  |
|   | 5  | RFC Liégeois         | 26 | 13 | 3  | 10 | 61 | 51  | 10  | 29  |
|   | 6  | FC Turnhout          | 26 | 13 | 2  | 11 | 62 | 51  | 11  | 28  |
|   | 7  | R. Tilleur FC        | 26 | 10 | 7  | 9  | 59 | 48  | 11  | 27  |
|   | 8  | TSV Lyra             | 26 | 11 | 5  | 10 | 60 | 62  | -2  | 27  |
|   | 9  | R. Uccle Sport       | 26 | 8  | 10 | 8  | 44 | 55  | -11 | 26  |
|   | 10 | R. Charleroi SC      | 26 | 9  | 6  | 11 | 45 | 50  | -5  | 24  |
|   | 11 | SK Roeselare         | 26 | 10 | 3  | 13 | 51 | 60  | -9  | 23  |
| D | 12 | White Star Woluwe AC | 26 | 6  | 6  | 14 | 56 | 67  | -11 | 18  |
| D | 13 | Vilvorde FC          | 26 | 7  | 2  | 17 | 42 | 85  | -43 | 16  |
| D | 14 | RCS Verviétois       | 26 | 3  | 0  | 23 | 27 | 118 | -91 | 6   |

P: wedstrijden gespeeld, W: wedstrijden gewonnen, G: gelijke spelen, V: wedstrijden verloren, +: gescoorde doelpunten, -: doelpunten tegen, DS: doelsaldo, Ptn: totaal punten
 K: kampioen en promotie, P: promotie, D: degradatie

## Promoverende teams
De kampioen en vice-kampioen promoveerden naar Ere Afdeling 1930-31 op het eind van het seizoen:
- Racing FC Montegnée (kampioen) promoveerde na 1 seizoen in 2e nationale voor het eerst naar Ere Afdeling.
- Tubantia FAC (vice-kampioen) promoveerde na 2 seizoenen in 2e nationale voor het eerst naar Ere Afdeling.

## Degraderende teams
De drie laatste ploegen degradeerden naar Bevordering 1930-31 op het eind van het seizoen:
- White Star Woluwe AC (12e) degradeerde na acht seizoenen in 1e en 2e nationale.
- Vilvorde FC (voorlaatste) degradeerde na twee seizoenen in 2e nationale.
- RCS Verviétois (laatste) degradeerde na 25 seizoenen in 1e en 2e nationale.